# LiveLeak
LiveLeak（ライブリーク）は、かつて存在した、ショッキングな報道記事が含まれる動画共有サービス形式のウェブサイト（ニュースサイト）である。
2021年5月7日にサービス終了し、以降は別の動画サイトであるItemFixにリダイレクトされる。

## 概要
現実に発生した戦争・テロ・犯罪・事故・災害などの出来事をありのままに配信することを標榜するニュースサイトの一種だが、その中には一般的に残虐で猟奇的であると受け止められる記事が多く含まれていることでも知られている。
なお、英語圏においてグロテスクな写真（グロ画像）や悪趣味なビデオ（グロ動画）が含まれるショックサイトと呼ばれる分野に属しており、同種サイトの Ogrish.com は2006年10月から LiveLeak へ統合されてリダイレクトされるようになった。

## 創設者ヘイデン・ヒューイット
2008年5月19日、ブログ「ザ・ニュー・フリーダム・ネット（The New Freedom.Net）」が「ライブリークの創設者、ヘイデン・ヒューイットへのインタビュー（Interview with Hayden Hewitt, co-Founder of LiveLeak.com）と題する記事を掲載した。
ヒューイットは LiveLeak 創設の中心人物であり、このインタビューに対して非常に好意的に解答している。その解答の中で、同種サイトに多くの問題点があり、アクセス遮断やクレームが多発していることなども充分に認識していると述べている。、また「政府や企業が関われば、必ず情報の偏りが発生」してしまい、「中立性を確保したいと思うならば、あらゆる情報に対して誰もが平等にアクセス出来る環境を整えることが重要」といった見解も述べている。